# Nomismatokopio
Nomismatokopio (gr: Νομισματοκοπείο) – stacja metra ateńskiego na linii 3 (niebieskiej). Została otwarta 2 września 2009. Stacja znajduje się na alei Mesojion.